# Virus Lujo
Lujo es un virus ARN, perteneciente a la familia de los Arenaviridae. Su nombre proviene del lugar donde se descubrió, la frontera entre Lusaka, en Zambia, y Johannesburgo, en Sudáfrica.

## Historia
Los primeros casos de Lujo se reportaron en 2009, en un brote de fiebre hemorrágica viral cerca de Zambia. La primera afectada era una agente de viajes que vivía en las afueras de Lusaka. Sufría una enfermedad febril que fue empeorando con el paso de las horas. Fue llevada a Johannesburgo, donde fue atendida por un paramédico. El paramédico que la atendió fue infectado con el virus de Lujo, y, posteriormente, también las enfermeras que cuidaban de la mujer y del paramédico.
El virus, que guarda cierto parecido sintomatológico con el ébola, fue reconocido como un arenavirus totalmente nuevo por el Instituto Nacional de Enfermedades Infecciosas de Sudáfrica.

## Distribución
Hasta el momento se han reportado muy pocos casos, los primeros desde Zambia, y después de identificaron infecciones en trabajadores médicos de Sudáfrica que tuvieron contacto con los primeros afectados.

## Datos clínicos
En todo el mundo, se han reportado únicamente cinco casos de Lujo. Cuatro de ellos fueron mortales; el quinto sobrevivió recibiendo un tratamiento de Ribavirina, un antiviral efectivo contra el virus de Lassa. A pesar de ello, no se ha demostrado aún la eficacia de dicho antiviral para tratar el virus del Lujo.
La tasa de mortalidad es del 80% (4/5).